# Натузиус, Мартин фон
Мартин фон Натузиус (24 сентября 1843, Альтхальденслебен — 9 марта 1906, Грайфсвальд) — германский консервативный реформатский богослов, преподаватель, духовный писатель. Сын публициста Филлипа Натузиуса и детской писательницы Марии Натузиус.

## Биография
Детство провёл во временно управлявшемся его отцом монастырском приюте в Альтхальденслебене и затем в Найнштедте, где его родители в 1850 году основали приют для мальчиков. С 1856 года учился в гимназии в Кведлинбурге, в 1862 году поступил изучать богословие в Гейдельбергский университет, где ещё больше проникся идеями пиетизма, воспитанными в нём родителями. В 1873 году стал пастором прусской евангелической церкви в Вернигероде и одновременно возглавил приют в Найштедте, занимаясь этой деятельностью до конца жизни. С 1879 года был редактором основанного им же консервативного журнала «Allgemeinen Konservativen Monatsschrift für das christliche Deutschland», с 1871 года — унаследованной у отца газетой «Volksblattes für Stadt und Land zur Belehrung und Unterhaltung». С 1888 года был профессором практического богословия в Грайфсвальдском университете, в 1889 году стал в нём почётным доктором богословия. В 1897 году стал основателем конференции свободных церквей. В 1904 году перенёс инсульт, от которого не смог оправиться до конца жизни.
После прекращения деятельности Штеккера на евангелическо-социальных конгрессах совместно со Штеккером и Вебером основал в 1890 году так называемую церковно-социальную группу, которая посредством периодических конференций и пропаганды в печати задалась целью отвлечь народные массы от социал-демократического движения, вернуть лютеранской церкви отошедших от неё, и усилить влияние евангельского учения и на образование общественного мнения, и на разрешение социального вопроса. Церковно-социальная группа не выставила никакой определенной социальной программы, а занималась лишь обсуждением вопросов текущей жизни с точки зрения Церкви (о воспитании в школе и вне её, о женском вопросе, об отношениях церкви к социал-демократии и так далее). Органом группы служил журнал «Kirchlich-sociale Blätter» (Берлин, с 1898 года). Часть своих идей смог реализовать на практике за тридцатилетний период руководства приютом в Найштедте. Был крайне консервативен в вопросах расширения прав женщин, придерживался консервативной доктрины «пастырско-практического богословия». Одним из ключевых положений его взглядов было то, что достигнуть рая в земной жизни невозможно.
Основные работы: «Die Mitarbeit der Kirche an der Lösung der socialen Frage» (2-е издание — 1897), «Was ist christl. Socialismus» (2-е издание — 1896), «Der Ausbau der praktischen Theologie zur systematischen Wissenschaft» (Лейпциг, 1899), «Handbuch des Kirchlichen Unterrichts nach Ziel, Inhalt und Form» (1903), «Die christlich-socialen Ideen der Reformationszeit und ihre Herkunft» (в «Beiträge z. Förderung christl. Theologie», 1897).